# 火車東站（東広場）駅
火車東站（東広場）駅（かしゃとうたん（ひがしひろば）えき、中文表記: 火车东站（东广场）站）は、中華人民共和国浙江省杭州市上城区に位置する杭州地下鉄6号線と19号線の駅。
中国語において「火車」は列車、「站」は駅という意味であるため意味合いとしては「列車東駅」というような形になり、これは国鉄の杭州東駅を指している。

## 概要
杭州市の資料によると、当駅も正式名称としては「火車東站駅」である。
しかし現在のところ、本駅と1・4号線の「火車東站駅」との間では改札外乗り換えが強いられるため、混同防止の観点から大多数の旅客案内においては「火車東站（東広場）駅」とされている。
またその一方で、出入口案内板および駅ホームに掲げられている書道風の駅名表示はすべて単に「火車東站駅」とされており、そこには1号線および4号線のラインシンボルも記されている。また、本駅の出入口番号（F〜J）は、「火車東站駅」の出入口番号（A〜E）を引き継ぐ形で連番となっている。

## 歴史
- 2021年11月6日：6号線の駅として開業[4]。
- 2022年9月22日：19号線が開業する[5]。同時に、「杭州通」交通カード、QRコード乗車、銀聯ICカードを利用する乗客は、本駅と火車東站駅との間で連続運賃計算による乗り換えが可能となる。

## 駅構造
6号線と19号線はともに島式ホーム1面2線の地下駅である。改札階は地下1階にあり、6号線のホームは地下4階、19号線のホームは地下5階に位置している。

### のりば

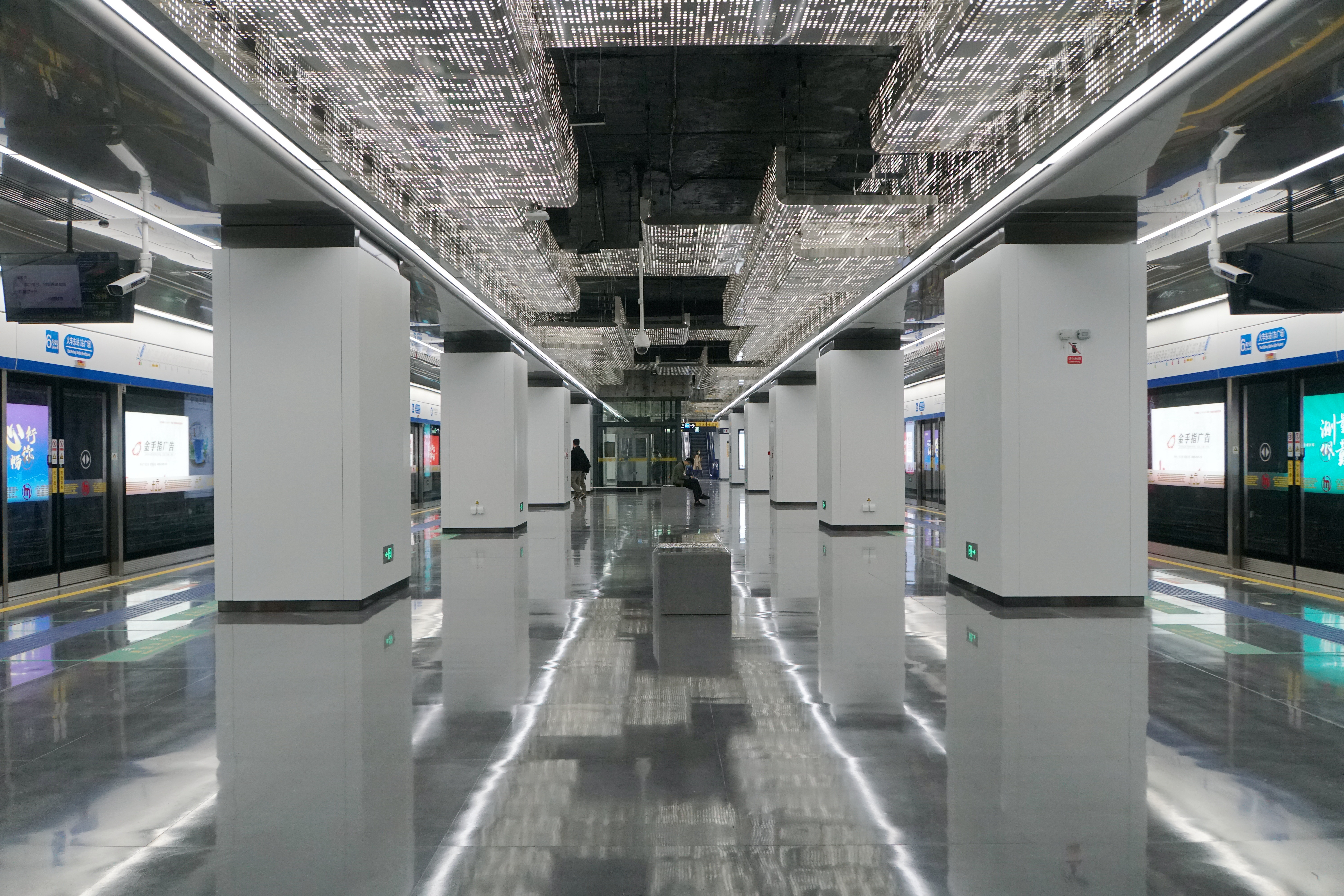
6号線ホーム
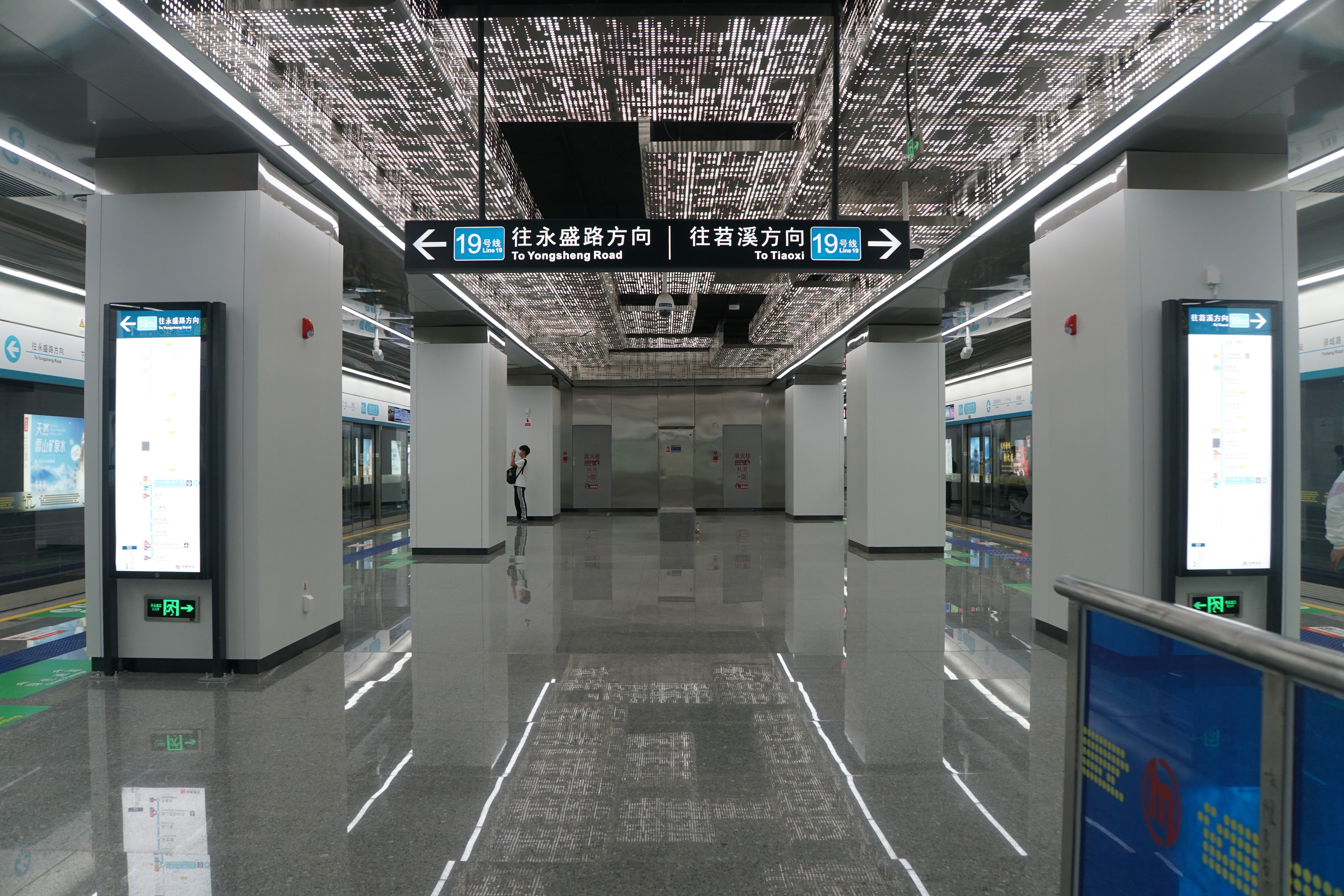
19号線ホーム

案内上ののりば番号は設定されていない。
| 路線                    | 方向 | 行先                     |
| ----------------------- | ---- | ------------------------ |
| 6号線ホーム（地下4階）  |      |                          |
| ■ 6号線                 | 下り | 桂花西路・双浦方面       |
| ■ 6号線                 | 上り | 枸橘弄方面               |
| 19号線ホーム（地下5階） |      |                          |
| ■ 19号線                | 下り | 火車西站・苕渓方面       |
| ■ 19号線                | 上り | 蕭山国際機場・永盛路方面 |

（出典：杭州地铁：火车东站（东广场）站站内空间示意图 （中国語））
- 6号線ホーム
- 19号線ホーム

## 乗換

### CR杭州東駅
6号線開業当初、CR杭州東駅に直結する出入口はまだ建設中であった。そのため、乗り換えにはJ出入口から地上に出て、東寧路を渡り杭州東駅まで移動する必要があった。
その後、19号線の開業に合わせて、CR駅に直結する出入口が開通し、地下経由での両駅間の乗り換えが可能となった。徒歩での所要時間はおよそ6分である。

### 地下鉄1号線・4号線
1号線および4号線の火車東站駅の出入口はいずれもCR杭州東駅の地下1階に設けられている。そのため、当駅との乗り換えには国鉄の駅構内を通過する必要がある。直結する出入口の開通前は、本駅から火車東站駅まで徒歩で約10分を要したが、開通後は乗り換え時間が短縮された。
6号線開業当初、本駅と火車東站駅との間ではいかなる乗車券形態においても連続運賃計算による乗り換えは不可能であった。しかし、2022年9月22日以降、「杭州通」交通カード、QRコード乗車、銀聯ICカードを利用する乗客は、出場後30分以内であれば火車東站駅との間で連続運賃計算が適用されるようになった。一方、紙の乗車券を利用する乗客は乗り換えの際に再度切符を購入する必要があり、連続運賃計算の対象とはならない。

## 駅周辺
- 杭州東駅東広場
- 杭州東站万象匯
- 万象企業センター
- チャイナリソースランド・ミックスプラザ
- 顧家ビル
- 火車東站長距離バスターミナル
- DDIマンション
- 新和嘉苑
- 東渓徳必易園

## 隣の駅
杭州地下鉄
■ 6号線
元宝塘駅 - 火車東站（東広場）駅 - 枸橘弄駅
■ 19号線
駅城路駅 - 火車東站（東広場）駅 - 御道駅